# The Return of Eve
The Return of Eve è un film muto del 1916 diretto da Arthur Berthelet. La sceneggiatura si basa sul lavoro teatrale The Return of Eve di Lee Wilson Dodd andato in scena a Broadway il 17 marzo 1909 al Herald Square Theatre. La commedia, definita una stravaganza musicale, fu interpretata da Bertha Galland nel ruolo di Eva e da Richard Buhler in quello di Adamo.

## Trama
Eli Tupper, un eccentrico milionario, disapprova la civiltà moderna e mette in atto un esperimento prendendo due bambini da un orfanotrofio: li chiama Adamo ed Eva, li trasferisce in un luogo selvaggio denominato Eden e fa crescere i due ragazzi lontano dall'odiata società.
Diciannove anni dopo, Eli muore. Intanto sua sorella, la signora Tupper-Bellamy, pianifica la vita della figlia Clarice che vuole vada sposa a Seymour Purchwell. Quando viene a sapere che i milioni di Tupper andranno a Clarice, nominata sua erede, solo se lei si prenderà cura di Adamo ed Eva, Purchwell va alla ricerca dei ragazzi e li porta in città.
Eva si dimostra subito affascinata da tutte le novità di quella vita così diversa. Adamo, invece, vuole tornare alla vita semplice del suo Eden. Dopo che Seymour ha cercato di sedurla, Eva decide di lasciare anche lei la civiltà come ha già fatto Adamo. I due, quando si ritrovano insieme, decidono di passare la vita insieme, il più lontano possibile dal mondo moderno.

## Produzione
Il film, che fu prodotto dalla Essanay Film Manufacturing Company, venne girato nel Wisconsin, a Kilbourn.

## Distribuzione
Distribuito dalla K-E-S-E Service, il film uscì nelle sale cinematografiche USA il 16 ottobre 1916.